# Тарховка (лесопарк)
Заповедная зона

Категория МСОП
IV (Территория управления видами или местообитаниями)

Статус

перспективный

Тарховка (Тарховский лесопарк; от фин. tarkka — точный) — лесопарк в Курортном районе Санкт-Петербурга,  город Сестрорецк, в районе посёлка Тарховка.

## Описание
Тарховский лесопарк занимает площадь около 200 га. Находится рядом с лесопарком Разлив и сквером чернобыльцев. Есть выход к Финскому заливу, этот берег называется Песчаная коса. В лесопарке есть хвойные и лиственные деревья (больше лиственных), например берёза повислая, ель обыкновенная (возраст 200 лет), сосна обыкновенная (возраст 300 лет), дуб (возраст 100 лет), ольха, осина… Но самая знаменитая растёт на Песчаной косе — ольха чёрная. В основном преобладают лиственные деревья. Между Тарховкой и Разливским лесопарком находится большой луг, на котором произрастают сныть, камыш, пижма, василёк, осока, тростник, вёх, седмечник. Есть и кусты: малина, шиповник, лещина, рябина обыкновенная. Есть и грибы: подосиновики, подберёзовики… Из животных встречаются лоси, кабаны, лисицы обыкновенные, зайцы, белки обыкновенные, обыкновенные ежи, кулики, утки.
Тарховский лесопарк является частью Сестрорецкого лесничества. Сестрорецкое лесничество, в свою очередь, — часть Курортного лесопарка. Лесопарк Тарховка вместе с лесопарками Гагарка и Разлив называют парком Тарховка.

## Возможное придание охранного статуса
В будущем лесопарк может стать частью особо охраняемой природной территорией (ООПТ), куда помимо Тарховского лесопарка может войти южная половина лесопарка Разлив.
Для этого предлагается создать Тарховский (Тарховский мыс) — природный заказник регионального значения, расположенный в Сестрорецке, в историческом районе Тарховка и Разлив. В 2017 году данная территория была взята в Генплан Санкт-Петербурга под названием Тарховский мыс, в перечень территорий в отношении который планируется провести экологическое обследование, в 2018 году были получены результаты экологического обследование, в ходе которых на территории найдено 70 краснокнижных видов. Результаты экологического обследования показали целесообразность включения территории в состав ООПТ. Затем было принято решение о переименовании территории — Тарховский (без мыс). Первоначально планировалось, что территория будет представлена одним кластером — кластер Тарховский, однако рассматривается возможность сделать заказник Тарховский из 2 кластеров: кластер Тарховский и кластер Гагарка. (Сам кластер Гагарка имеет 40 краснокнижных видов).
Очередной план по созданию ООПТ: 2025 год или 2023 год после создания ООПТ Левашовский и ООПТ «Сестрорецкие дюны».

## Этимология
Название лесопарка происходит от финского слова фин. tarkka, что обозначает точный. Видимо, Песчаная коса облегчала навигацию.

## История
В 1952 году посёлок Тарховка вместе с лесом (тогда предмет статьи ещё был лесом) стали частью города Сестрорецк. Началось активное освоение территории. В 1958 году лес получил статус лесопарка. В 2009 году лесопарк взяли в аренду, в 2010 году в лесопарке хотели построить намыв, но в 2015 от этой идеи отказались. В 2019 году лесопарк получил статус городских лесов. В лесопарке нашли остатки древнего человека. В 2019 лесопарк включили в список будущих ООПТ, который до 2025 года должен стать ООПТ.